# Kościół św. Jana w Lipsku
Kościół św. Jana w Lipsku (niem. Johanniskirche Leipzig) – nieistniejący kościół położony w Lipsku (kraj związkowy Saksonia) na przedmieściu Ostvorstadt przy placu Johannisplatz 26.
Podczas drugiej wojny światowej został silnie uszkodzony. Jego ruiny po wojnie wysadzono w powietrze.

## Historia
Nazwa placu, Johannisplatz, pojawiła się już w XIII w. Mieścił się tu przytułek dla trędowatych z kapliczką św. Jana. W XIV w. na miejscu kaplicy szpitalnej został zbudowany kościół pod wezwaniem św. Jana Ewangelisty. W 1547 został on częściowo zniszczony, po czym odbudowany w latach 1582–1584.
W kościele grywał na organach Johann Sebastian Bach i tu zostały złożone jego prochy.
W latach 1746–1749 do kościoła dobudowano wieżę w stylu barokowym według projektu lipskiego architekta George’a Wernera. W 1779 wieża otrzymała zegar. W 1821 uderzył w nią piorun.

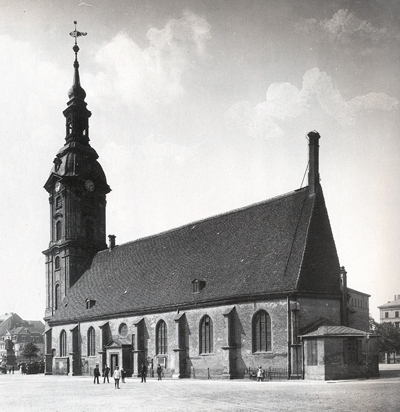
Gotycki kościół św. Jana w 1887, na kilka lat przed rozbiórką

Podczas bitwy pod Lipskiem w 1813 i po niej (do 1814) kościół służył jako lazaret. W latach 1894–1897 korpus kościoła został wyburzony (pozostawiono jedynie wieżę) i zbudowany na nowo w stylu neobarokowym według planów architekta Hugo Lichta. W 1894 w trakcie prac rozbiórkowych odnaleziono szczątki Johanna Sebastiana Bacha oraz pisarza Christiana Fürchtegotta Gellerta.
Podczas działań drugiej wojny światowej kościół został silnie zniszczony. Ruiny korpusu wysadzono w powietrze 19 lutego 1949 a wieżę 9 maja 1963. Prochy Johanna Sebastiana Bacha przeniesiono do kościoła św. Tomasza a Gellerta do kościoła św. Pawła.
W 2003 założono stowarzyszenie Bürgerverein Johanniskirchturm e. V. w celu odbudowy wieży kościoła św. Jana na historycznym miejscu.